# Fluoruro di calcio
Il fluoruro di calcio è un composto inorganico binario di calcio e fluoro ed è anche il sale di calcio dell'acido fluoridrico, la cui formula è CaF2. È presente in natura come minerale fluorite, noto anche con la denominazione tradizionale di spato fluore: consiste in cristalli trasparenti di ragguardevole durezza, 4 nella scala di Mohs (ne è il cristallo di riferimento). Tali cristalli, quasi insolubili in acqua, sono incolori se puri, ma spesso variamente colorati e a volte anche fluorescenti per la presenza di impurezze o difetti reticolari.

## Sintesi e reazioni
Il fluoruro di calcio si può preparare in laboratorio semplicemente mescolando una soluzione acquosa di un sale di calcio solubile (CaCl2, Ca(NO3)2) con un fluoruro alcalino solubile (NaF, KF); si forma un precipitato bianco di CaF2 che viene filtrato e asciugato:
Ca(NO3)2) + 2 KF  → CaF2↓ + 2 KNO3
Reazioni di precipitazione come questa con lo ione calcio (Ca++) sono utili quando si vogliano allontanare ioni fluoruro da una soluzione acquosa e altrettanto può essere fatto impiegando l'analogo ione magnesio (Mg++).
In alternativa, si può preparare CaF2 per azione dell'acido fluoridrico sul carbonato di calcio con liberazione di anidride carbonica:
CaCO3 + 2 HF  → CaF2↓ + CO2↑ + H2O
Il fluoruro di calcio, trattato con soluzioni concentrate di acidi forti, si dissolve in esse liberando acido fluoridrico; il trattamento con l'acido solforico concentrato (≥ 95%), ad esempio, si usa per la produzione di HF:
CaF2 (s) + H2SO4 (l)  → CaSO4↓ + 2 HF (g)

## Struttura cristallina e proprietà
A temperatura ambiente è un solido ionico che si presenta come cristalli incolori o polvere cristallina bianca, inodore, non igroscopica e praticamente insolubile in acqua, assomigliando in questo al fluoruro di magnesio MgF2. Il suo reticolo cristallino è cubico, formato da cationi Ca++ e anioni F– in numero doppio. Nel reticolo ogni ione calcio è circondato da otto ioni fluoro (ai vertici di un cubo) e ogni ione fluoro è a sua volta circondato da quatto ioni calcio (ai vertici di un tetraedro); il lato cubico della cella elementare, contenente quattro unità formula, è lungo 545,1 pm, secondo calcoli teorici 551,5 pm.
Questo tipo di struttura è diffuso in diversi altri sali, ossidi e composti inorganici binari con lo stesso rapporto stechiometrico 1:2, tanto da essere chiamato, per antonomasia, «struttura della fluorite»; questa struttura è adottata anche dai fluoruri dei due metalli alcalino-terrosi che seguono il calcio nello stesso gruppo, lo stronzio e il bario; per quelli precedenti, tuttavia, al diminuire del raggio ionico del catione le strutture cambiano: il fluoruro di magnesio prende la struttura del rutilo (TiO2) e del quello di berillio prende quella del quarzo (SiO2), e queste ultime sono altre due strutture tipiche per composti 1:2.
Termodinamicamente CaF2 è un composto stabilissimo, ΔHƒ° = -1.225,91 kJ/mol. A differenza di tutti gli altri alogenuri di calcio (CaCl2, CaBr2, CaI2), che sono solubilissimi in acqua, il fluoruro di calcio è pochissimo solubile: s = 0,016 g/L a 20 °C, molto meno del già poco solubile solfato (CaSO4, 2,60 g/L) e Ks = 3,9×10−11 M3; si scioglie però un po' di più in soluzioni acquose acide, per la parziale idrolisi dello ione fluoruro a dare HF:
CaF2 (s)  ⇄  Ca++(sol) + 2 F–(sol)
F–(sol) + H3O+(sol)  ⇄  HF(sol) + H2O
L'acido fluoridrico liquido ne discioglie 8,17 g per ogni chilogrammo di HF (a 12 °C) , dando quindi una soluzione ~0,1 m.

### Proprietà in fase gassosa
Il fluoruro di calcio in fase vapore, ΔHƒ° = -784,50 kJ/mol, è costituito da molecole F–Ca–F angolari (∠(FCaF) ~145°) e questo la rende una molecola polare, a notevole differenza delle previsioni VSEPR, che indicherebbero invece una disposizione lineare. Inoltre, mentre questo fenomeno non si verifica per BeF2 e MgF2, che sono molecole lineari, l'angolo analogo si stringe ancora di più per i fluoruri degli omologhi superiori del calcio: ~120° per SrF2 e ~108° per BaF2.

### Proprietà ottiche
I cristalli di fluoruro di calcio sono trasparenti, oltre che nel visibile, anche in ampie porzioni dell'infrarosso e dell'ultravioletto, coprendo approssimativamente l'intervallo di lunghezze d'onda 125÷8000 nm; inoltre, la variazione del suo indice di rifrazione con la lunghezza d'onda della radiazione che li attraversa è minore rispetto ai comuni vetri ottici e questo lo rende un materiale per vetri ottici di lenti, di speciale utilità in ottica e fotografia (vetri a bassa dispersione). Questo materiale viene usato anche usato in finestre ottiche, filtri, specchi e prismi.
Il fluoruro di calcio in condizioni ambiente, ma anche in ampi intervalli di temperature e pressioni, è un isolante con costante dielettrica 6,76, un indice di rifrazione di 1,4338 (a λ = 587,6 nm) ed è un materiale avente un band-gap indiretto, calcolato in 7,45 eV.

## Usi e applicazioni
Il fluoruro di calcio come minerale è praticamente l'unica sorgente di fluoro su grande scala ed è in particolare impiegato nella produzione di acido fluoridrico e, da questo, anche del fluoro elementare per elettrolisi di soluzioni in esso di fluoruro di potassio.
Oltre che come componente di vetri ottici, viene usato come componente di strati antiriflesso per lenti di obiettivi fotografici. Cristalli di fluoruro di calcio sono utilizzati anche in fisica nucleare come scintillatori per la rivelazione di raggi gamma e particelle cariche.